# Mất lực vì yêu
Mất lực vì yêu (tựa gốc tiếng Anh: Run Fatboy Run) là phim điện ảnh hài hước của Anh-Mỹ năm 2007 do David Schwimmer đạo diễn, Michael Ian Black và Simon Pegg viết kịch bản và có sự tham gia diễn xuất của Pegg, Dylan Moran, Thandie Newton, Harish Patel, India de Beaufort và Hank Azaria. Phim phát hành chiếu rạp tại Anh Quốc vào ngày 9 tháng 7 năm 2007, tại Hoa Kỳ vào ngày 28 tháng 3 năm 2008 và tại Thành phố Hồ Chí Minh vào ngày 16 tháng 5 năm 2008.